# Jürgen von Dückerhoff
Jürgen von Dückerhoff (* 1973 in Keeken; eigentlich Jürgen Dückerhoff) ist ein deutscher bildender Künstler und Grafiker.

## Leben
Nach dem Abitur am Collegium Augustinianum Gaesdonck in Goch, wo Franz Joseph van der Grinten einer seiner Lehrer war, studierte von Dückerhoff zunächst von 1994 bis 1996 Kunstgeschichte an der Westfälischen Wilhelms-Universität in Münster, danach von 1997 bis 2004 Malerei und Zeichnen bei Werner Büttner an der Hochschule für bildende Künste in Hamburg, wo er 2004 sein Diplom ablegte. Seitdem ist er als freier Künstler tätig.

## Werk
Werke von Dückerhoffs wurden seit 1998 in zahlreichen Einzel- und Gruppenausstellungen im In- und Ausland gezeigt, auch ist er in der Sammlung zeitgenössischer Kunst der Bundesrepublik Deutschland in Bonn vertreten.
Als besondere Technik entwickelte von Dückerhoff die sogenannte Ausradierung: „Er benutzt dazu reich bebilderte Bücher die er oft auf Flohmärkten findet. Die gedruckten Bilder in diesen Büchern bilden dann die Grundlage für seine künstlerische Arbeit. Er bearbeitet diese mit einem speziellen Radiergummi, welches ihm praktisch als Pinsel dient. Seine ‚Malerei‘ besteht im partiellen Auslöschen und Modifizieren der bestehenden Bilder.“